# Luncșoara, Arad
Luncșoara este un sat în comuna Hălmăgel din județul Arad, Crișana, România.

## Istoric
Prima atestare documentară a satului datează din 1760-1762.

## Lăcașuri de cult
Aici se găsesc două biserici de lemn, una cu hramul Sfinții Arhangheli Mihail și Gavril (secolul al XVII-lea) și una cu hramul Sfântul Gheorghe (1835).